# 萊倫斯坎彭山
61°23′45″N 8°36′05″E / 61.3957°N 8.6013°E
萊倫斯坎彭山是挪威的山峰，位於該國東南部內陸郡，處於沃戈，距離首都奧斯陸200公里，屬於尤通黑門山脈的一部分，海拔高度1,773米，受凍原氣候影響。